# Song Sun
Song Sun é um matemático cuja pesquisa diz respeito à geometria e topologia.
Em 2019, recebeu o prestigioso Prêmio Veblen.  Obteve seu doutorado em geometria diferencial sob a supervisão de Xiu-Xiong Chen em 2010.
Ele foi um Sloan Fellow.  Foi palestrante convidado no Congresso Internacional de Matemáticos de 2018, no Rio de Janeiro.